# 清水伸
清水 伸（しみず しん、1972年5月20日 - ）は、新潟県新潟市西区出身の俳優である。JFCT所属。劇団ふくふくや副座長。
身長172cm。血液型はB型。

## 人物・来歴
新潟県立巻高等学校卒業後、上京し立正大学経済学部二部に入学。2年生の時、大学を辞めた際、偶然雑誌で見かけた「欽ちゃん劇団」劇団員オーディションに応募して合格。結局入団しなかったが、それを機に俳優を目指すことを決意。1997年NHK大河ドラマ「毛利元就」に元就の孫・吉川元資役として抜擢される。その後、脇役として多数のテレビドラマや映画に出演するようになる。代表作にニトリ「Nクール/Nウォーム」のCMがある。
特技はボクシング、アクション、剣殺陣、サッカー、ギター。

## 出演

### 配信
- 地面師たち （Netflix）大谷役 大根仁監督
- サニー（Apple TV+）Tetsu役
- 私の夫と結婚して（Amazon Prime Video）[2]

### 映画
- BROTHER (2000年) 北野武監督
- 座頭市　北野武監督
- TAKESHI'S　北野武監督
- デスノート / デスノート the Last name　金子修介監督 - 模木完造 役
- さくらん　蜷川実花監督
- クワイエットルームにようこそ　松尾スズキ監督
- ルーダイアモンドナックルス　夏目大一朗監督 - 主演（インディーズムービーフェスティバル第9回グランプリ受賞作品）
- おと・な・り　熊澤尚人監督
- スリーデイボーイズ - 主演
- ランブリングハート　 村松亮太郎監督
- 誘拐ラプソディー　榊英雄監督
- 誰かが私にキスをした　ハンス・カノーザ監督
- ヒーローショー　井筒和幸監督 - 清水 役
- SHORT HOPE　郡司掛雅之監督
- 犬とあなたの物語 いぬのえいが　長崎俊一監督
- SP THE MOTION PICTURE 革命篇　波多野貴文監督
- きっかけはYOU!　月川翔監督
- ふるさとがえり　林弘樹監督
- The flowers of war　チャン・イーモウ監督
- 宇宙兄弟　森義隆監督
- 黄金を抱いて翔べ[3]　井筒和幸監督
- キッズ・リターン 再会の時[3]　清水浩監督
- イン・ザ・ヒーロー[3]　武正晴監督
- のぞきめ[3]　三木康一郎監督
- バースデーカード[4]　吉田康弘監督
- ユリゴコロ　熊澤尚人監督 - 佐藤役
- リングサイドストーリー　武正晴監督
- HKT48 短編 サバイバルウーマン　熊澤尚人監督
- 検察側の罪人　原田眞人監督
- 旅猫リポート　三木康一郎監督
- こんな夜更けにバナナかよ　前田哲監督
- きばいやんせ!私　武正晴監督
- 一度死んでみた - 野畑製薬の社員 役
- 無頼　井筒和幸監督
- アンダードッグ　武正晴監督[5]
- 沈黙のパレード（2022年） - 本橋誠二 役
- カムイのうた（2024年） - 矢野 役 菅原浩志監督[6]
- 掟（2024年） - 中津留章仁監督[7]
- 君がトクベツ（2025年）- 露口 役

### テレビドラマ
- 大河ドラマ（NHK）
  - 毛利元就（1997年） - 吉川元資 役
  - 新選組!（2004年）
  - 龍馬伝（2010年）
  - 真田丸（2016年）
  - 鎌倉殿の13人（2022年） - 長沼宗政 役
- はみだし刑事情熱系 Part IV（テレビ朝日）一倉治雄演出
- 稲川淳二の恐怖物語スペシャル5（日本テレビ）稲川淳二演出 - 主役
- シェエラザード（NHK）吉村芳之演出
- 永遠の君へ（東海テレビ）
- あいくるしい（TBS）吉田健演出
- 凶笑面（フジテレビ）
- 日本の歴史“関ヶ原の戦い”（フジテレビ）星護演出
- ダンドリ（フジテレビ）石川淳一演出
- 硫黄島〜戦場の郵便配達（フジテレビ）
- らんぼう2（日本テレビ）鳥井邦夫演出
- 真夜中のマーチ（WOWOW）
- 新マチベン 〜オトナの出番〜（NHK）黛りんたろう演出
- どうぶつ119（日本テレビ）南雲聖一演出
- 冗談じゃない!（TBS）
- ワイルドライフ（NHK）川島透演出
- ママはニューハーフ（テレビ東京）加門幾生演出
- テノヒラノナカ（フジテレビ）小林恵美演出
- 鬼平犯科帳スペシャル 雨引の文五郎（フジテレビ）斉藤光正演出
- 万引きGメン・二階堂雪19（TBS）津崎敏喜演出
- 天使の代理人 エピソード8（フジテレビ）木下高男演出
- セカンドバージン（NHK）黒崎博・柳川強演出
- 女タクシードライバーの事件日誌（TBS）水谷俊之演出
- タクシードライバーの推理日誌28 アリバイのラジオ（テレビ朝日）吉田啓一郎演出
- 相棒
  - 相棒 Season 9 第14話「右京のスーツ」（2011年2月2日、テレビ朝日 / 東映）東伸児 監督 - 池田典昭 役
  - 相棒 Season17 第16話「容疑者 内村完爾」（2019年2月20日、テレビ朝日）内片輝監督 - 村井武生 役
- 金曜プレステージ「検事・霞夕子」（フジテレビ、2011年)赤羽博演出 - レギュラー・梅野昭典刑事 役
- BS時代劇 新選組血風録 第5話（NHK BSプレミアム) - 松田重助 役
- JIN-仁- 完結編 第4話（TBS）那須田淳演出 - 川越藩主 役
- BOSS 最終話（フジテレビ）光野道夫演出
- アンフェア ダブルミーニング二重定義（フジテレビ）根本和政演出 - 遠藤 役
- 検事・霞夕子2 無関係な死（フジテレビ、2011年)赤羽博演出 - レギュラー・梅野昭典刑事 役
- 検事・霞夕子 (3〜7、2012年〜2014年、フジテレビ) 同上
- パンドラIII 革命前夜（WOWOW）河毛俊作・小椋久雄監督 - レギュラー・秘書 山崎 役
- 鈴子の恋（東海テレビ）木下高男演出 - レギュラー・玉松一郎 役
- 家族のうた 第2話（フジテレビ）岩田和行演出
- 東野圭吾ミステリーズ さよならコーチ　河毛俊作演出 - 夏目秀夫 役
- ビギナーズ! 第2話（TBS）山室大輔演出 - 警官 役
- 息もできない夏 第6話（フジテレビ）池辺安智演出 - 青木弁護士 役
- ドロクター 前編（NHK BSプレミアム）加藤義人演出
- 赤い糸の女（東海テレビ）長沖渉演出 - 寺坂満秀 役
- 匿名探偵 第4話（テレビ朝日）大塚徹演出 - 記者 役
- dinner（フジテレビ）星護・城宝秀則・小林義則演出 - 佐々木則之 役
- ホラー アクシデンタル 第5話「ある家族の会話」（フジテレビ）三木康一郎演出 - 主演・紀之 役
- 猫弁と透明人間（TBS）北川雅一演出 - 田部井耕平 役
- 白衣のなみだ（フジテレビ系・東海テレビ）星田良子演出 - レギュラー・木梨三千男
- 大人番組リーグお先にどうぞ（WOWOW）三木康一郎監督 - 町海人 役
- ガラスの家 最終回（NHK）渡邊良雄演出
- 鍵のない夢を見る（WOWOW）木下高男監督 - 中原剛 役
- ニライカナイの語り部（ABC）元村次宏演出 - 仲間仁 役
- 生きろ～戦場に残した伝言～（TBS）酒井聖博演出 - 杉森貢陸軍少佐 役
- 大島渚の帰る家 小山明子との53年（NHKBS）瀬々敬久監督
- 世にも奇矯な物語 秋の特別編（フジテレビ）植田泰史演出
- 家族の裏事情 第5話（フジテレビ）村上正典・木下高男演出 - 秋月亭唐丸 役
- SMOKING GUN〜決定的証拠〜 第2話（フジテレビ）村上正典演出 - 近藤道夫 役
- ほっとけない魔女たち 第16-20話（東海テレビ）都築淳一演出 - 塚田弘 役
- ミス・パイロット 第10話（フジテレビ）成田岳演出 - 相葉弦太 役
- 時間の習俗（フジテレビ）光野道夫演出
- 星新一ミステリー 華やかな三つの願い（フジテレビ）後藤庸介演出 - 熊谷 役
- 血の轍 第1話（WOWOW）小林義則監督 - 田所健太郎 役
- 新春SP『お先にどうぞ』（WOWOW）三木康一郎監督
- 女はそれを許さない 最終話（TBS） - 記者 役
- びったれ!!! 第8話（テレビ神奈川他）吉田康弘演出 - 平泉稔 役
- 翳りゆく夏（WOWOW）波多野貴文監督 - 坂元健一 役
- HEAT 第1話 （関西テレビ制作・フジテレビ）小林義則演出 - 消防団員 役
- ふなっしー探偵（フジテレビ）吉村慶介演出 - 時下誠 役
- フラジャイル 第3話（フジテレビ）城宝秀則演出 - 白根智文 役
- 水曜ミステリー9「検事・沢木正夫4 自首」（テレビ東京）渡邊孝好演出 - 佐倉伸介 役
- とげ 小市民 倉永晴之の逆襲（フジテレビ）本橋圭太・岡嶋淳一演出 - 八嶋健次郎
- スリル!〜赤の章・黒の章〜（NHK）滝本憲吾演出 - 倉本進
- 月曜名作劇場 「新・十津川警部シリーズ2」（TBS）村田忍演出 - 加納陽一郎 役
- やすらぎの郷 第71話（フジテレビ）阿部雄一演出 - 碓井ディレクター
- ハロー張りネズミ 第5話（TBS）大根仁演出
- 石つぶて 警視庁 二課刑事の残したもの（WOWOW）若松節朗監督 - レギュラー・児玉英臣 役
- 家族の旅路 第3・4話（フジテレビ）国本雅広演出 - 高樹 役
- どこにもない国 後編（2018年3月31日、NHK） - 新聞記者 役
- 連続テレビ小説（NHK）
  - 半分、青い。（2018年）第64回 橋爪紳一郎演出 - 楠木洋平 役
  - エール（2020年） - 桑田博人 役
  - ちむどんどん（2022年）
  - らんまん（2023年4月3日 - ） - 紀平 役
  - 虎に翼（2024年） - 根本 役
- 幸色のワンルーム（ABC）本多隆一・玉澤恭平演出 - レギュラー・幸の父親 役
- 真犯人（WOWOW）村上正典演出 - レギュラー・白石聡 役
- 広告会社、男子寮のおかずくん（2019年2月12日、tvk）第5話 - 秋山英孝役
- それぞれの断崖（2019年8月3日 - 9月21日、東海テレビ） - 角田知宏 役
- 知らなくていいコト（2020年2月5日、日本テレビ） - 長谷部刑事 役
- 家政夫のミタゾノ 第4シリーズ 第1話（2020年4月24日、テレビ朝日） - 金井秘書 役
- 特捜9 Season3（2020年） - 片岡守 役
- 24 JAPAN（2020 - 2021年） - 山口創二 役
- 前科者 -新米保護司・阿川佳代-（2021年、WOWOW） - 塩川正光 役
- スナック キズツキ（2021年） - 中島尚人 役
- ユーチューバーに娘はやらん!（2022年） - 広重豊 役
- 封刃師 第2話（2022年1月、ABC・テレビ朝日） - 山江裕二  役
- 定年オヤジ改造計画（2022年7月25日、NHK BSプレミアム、BS4K） -  オードリー・ヤン 役
- 純愛ディソナンス（2022年7月14日 - 9月22日、フジテレビ） - 木之本創 役
- 勝利の法廷式 第3話（2023年4月27日、読売テレビ・日本テレビ） - 古川 役
- 好きやねんけどどうやろか（2024年1月12日 - 3月15日、読売テレビ） - 高木課長 役[8]
- 世にも奇妙な物語 '24夏の特別編 「追憶の洋館」（2024年6月8日、フジテレビ） - 森本礼一 役
- モンスター 第3話（2024年10月28日、関西テレビ・フジテレビ系） - 永田弁護士 役[9]
- ホットスポット 第1話（2025年1月12日、日本テレビ） - 丸山四郎 役[10]
- 問題物件 第3話（2025年1月29日、フジテレビ） - 倉岳庄一 役[11]
- リベンジ・スパイ（2025年7月5日 - 、テレビ朝日） - 菅原英二 役[12]
- DOPE 麻薬取締部特捜課 第5話 - （2025年8月1日 - 、TBS） - 田所輝明 役[13]

### テレビ
- スタジオパークからこんにちは（1998年、NHK） - レギュラー
- 土曜スタジオパーク（1999年 - 2003年、NHK) - レギュラー
- 八千代コースター（ - 2024年8月17日、NST新潟総合テレビ)[14]

### CM
- 高橋酒造（2002年）
- EPSON（2005年）
- 明治製菓（2005年）
- Panasonic（2006年）
- アルバイトタイムス（2006年）
- サントリー（2006年）
- 三菱電機ビルテクノサービス（2006年・2007年）
- 三菱自動車（2006年）
- ノバルティス ラシミール(2002年)
- NTT西日本(2007年)
- `コムウェル(2007年)
- ロッテ(2007年)
- 資生堂(2008年)
- SBI証券(2008年)
- ジョージア（2009年）
- オータグループ（2009年）
- ソニー・コンピュータエンタテインメント（2009年）
- タカギ（2010年・2011年・2012年）
- 眼鏡市場（2010年）
- パイロット（2010年）
- リクルート カーセンサー（2011年）
- アサヒ飲料（2011年）
- 久光製薬（2011年）
- フォルクスワーゲン（2011年）
- ミツカン（2012年）
- NHK（2012年）
- UHA味覚糖（2013年）
- へーベルメゾン（2013年）
- 日本マクドナルド（2014年）
- キリンビール（2014年）
- メットライフ生命（2014年）
- ニトリ　Nクール、Nウォーム（2015年 -）
- スカパー!（2016年）
- フィリップス（2016年）
- 早稲田アカデミー（2016年）
- ニフティライフスタイル（2018年）
- サイボウズ（2020年）

### 舞台
- 劇団ふくふくや公演
  - 「カントリーロード」（2000年5月、演出：司茂和彦、下北沢OFF・OFFシアター） - 脚本・出演
  - 「てれすけ」（2001年6月、演出：司茂和彦、下北沢OFF・OFFシアター） - 脚本・出演
  - 「ダバダ〜愛のラブビーム〜」（2002年9月、演出：司茂和彦、下北沢OFF・OFFシアター） - 脚本・出演
  - 「お待たせしました、三本木麗子一座でございます!!」（2003年4月23日 - 27日、演出：司茂和彦、下北沢「劇」小劇場） - 脚本・出演
  - 「パラダイス〜I DO LOVE YOU つゆだくのタンゴ」（2004年8月10日 - 15日、演出：司茂和彦、下北沢「劇」小劇場） - 脚本・出演
  - 「たった今、三本木雷子参上」（2005年5月24日 - 29日、演出：司茂和彦、下北沢「劇」小劇場） - 脚本・出演
  - 「だてっこき〜三本木麗子の憂鬱〜」（2007年8月14日 - 19日、演出：司茂和彦、下北沢「劇」小劇場） - 脚本・出演
  - 「すかしっぺ〜麗子の恋〜」（2008年3月18日 - 23日、演出：司茂和彦、下北沢「劇」小劇場） - 脚本・出演
  - 「おろろん。」（2009年2月3日 - 11日、演出：司茂和彦、下北沢「劇」小劇場） - 脚本・出演
  - 「ダバダ〜愛のラブビーム〜」（2009年、演出：司茂和彦、下北沢「劇」小劇場） - 脚本・出演
  - 「長い坂のある家」（2010年、演出：司茂和彦、下北沢「劇」小劇場） - 脚本・出演
  - 「ずんばらりん。」（2011年、演出：司茂和彦、下北沢「劇」小劇場） - 脚本・出演
  - 「改訂 ザブザ波止場」（2004年、演出：中島淳彦、新宿シアタートップス、劇団道学先生Vol.11
  - 「君恋し」（2005年、演出：石井愃一、脚本：中島淳彦、下北沢「劇」小劇場）
  - 「TRASHMASTERSOUL」（2007年、演出：中津留章仁、下北沢駅前劇場、TRASHMASTERS）
  - 「TRASHMASTERSISM」（2008年、演出：中津留章仁、赤坂レッドシアター、トムプロジェクト）
  - 「エル・スール」（2009・2011年、演出：東憲司、本多劇場他、トムプロジェクト）
  - 「掟」（2024年、演出：中津留章仁、下北沢駅前劇場、TRASHMASTERS）[15]
  - 「高田の棺」（2024年、演出：司茂和彦、OFF・OFFシアター）[16]
  - 「大串枠子の日常」（2025年、演出：山野海、OFF・OFFシアター）[17]
- 道産子と越後人公演
  - 「直江津、午前五時五十九分まで」（2024年、演出：深井邦彦、OFF・OFFシアター 他）[18]